# Nomisia uncinata
Nomisia uncinata är en spindelart som beskrevs av Jean-François Jézéquel 1965. Nomisia uncinata ingår i släktet Nomisia och familjen plattbuksspindlar.
Artens utbredningsområde är Elfenbenskusten. Inga underarter finns listade i Catalogue of Life.